# نيل كولز
نيل كولز (بالإنجليزية: Neil Coles)‏ هو لاعب غولف بريطاني، ولد في 26 سبتمبر 1934 في إنجلترا في المملكة المتحدة.

## وصلات خارجية
- الموقع الرسمي
- نيل كولز على موقع رابطة أوروبا للاعبي الغولف المحترفين (الإنجليزية)